# Ruschia breekpoortensis
Ruschia breekpoortensis är en isörtsväxtart som beskrevs av L. Bol. Ruschia breekpoortensis ingår i släktet Ruschia och familjen isörtsväxter. Inga underarter finns listade i Catalogue of Life.